# Kalvåg
Kalvåg este o localitate din comuna Bremanger, provincia Sogn og Fjordane, Norvegia, cu o suprafață de 0,4 km² și o populație de 453 locuitori (2013).